# Războiul Kalmarului
Războiul Kalmarului (1611–1613) este denumirea dată unui conflict dintre Norvegia-Danemarca și Suedia. 
Între secolele al VIII-lea–al X-lea, danezii au fost una dintre ramurile vikingilor. Împreună cu norvegienii și suedezii, ei au colonizat, au prădat și au făcut comerț în toate părțile Europei. Exploratorii vikingi au descoperit Islanda din întâmplare în secolul al IX-lea, în drum spre Insulele Feroe și au ajuns în „Vinland” (Țara Vinului), astăzi cunoscută sub numele de Newfoundland, Canada.[38]
Cea mai mare dintre pietrele de la Jelling, ridicată de Harald Dinte-Albastru.
Vikingii danezi au fost activi mai mult în Insulele Britanice și în Europa de Vest. Au cucerit temporar și au colonizat părți din Anglia (denumite Danelaw), Irlanda și Franța, unde au fondat Normandia. S-au găsit mai multe monede anglo-saxone din acea perioadă în Danemarca decât în Anglia. Așa cum atestă pietrele de la Jelling, danezii au fost uniți și creștinați pe la 965 de Harald Dinte-Albastru.[38] Se crede că Danemarca s-a creștinat din motive politice pentru a nu fi invadată de puterea creștină reprezentată în Europa de Sfântul Imperiu Roman, Germania actuală fiind o parte a imperiului în care danezii practicau intensiv comerțul. În acest caz, Harald a construit șase cetăți în jurul Danemarcei, denumite Trelleborg și o altă Danevirke. La începutul secolului al IX-lea, Canute cel Mare a cucerit și a unificat Danemarca, Anglia și Norvegia timp de aproape 30 de ani.[39]
În Evul Mediu Dezvoltat și Târziu, Danemarca a cuprins și Skåneland (Scania, Halland și Blekinge) iar regii danezi domneau peste Estonia, precum și peste ducatele Schleswig și Holstein.[40]
În 1397, Danemarca a intrat într-o uniune personală cu Norvegia și cu Suedia, unite sub domnia reginei Margaret I.[41] Cele trei țări urmau să fie părți egale ale uniunii. Încă de la început, însă, Margaret se pare că nu a fost atât de idealistă—tratând Danemarca drept partea privilegiată a uniunii.[42] De aceea, următorii 125 de ani de istorie scandinavă se centrează pe această uniune, de mai multe ori Suedia despărțindu-se și fiind recucerită. Problema a fost rezolvată practic la 17 iunie 1523, când regele suedez Gustav Vasa a cucerit orașul Stockholm.[43]
Reforma Protestantă a ajuns în Scandinavia în anii 1530, și după războiul civil denumit Războiul Contelui, Danemarca a trecut la lutheranism în 1536.[44] Ulterior, în același an, Danemarca s-a unit cu Norvegia.[45]
Istoria modernă timpurie	Modificare
Articol principal: Danemarca-Norvegia.
Bătălia de la Öland între o flotă aliată dano-norvegiano-olandeză și marina suedeză, 1 iunie 1676.
După ce Suedia s-a separat definitv de Uniunea de la Kalmar în 1523, Danemarca a încercat în două ocazii să-și reafirme dominația asupra Suediei. Prima oară a fost în Războiul de Șapte Ani al Nordului care a durat din 1563 până în 1570. A doua ocazie a fost Războiul Kalmarului, când regele Christian al IV-lea a atacat Suedia în 1611 dar nu și-a îndeplinit principalul obiectiv, acela de a obliga Suedia să revină în uniune cu Danemarca. Războiul nu a dus la schimbări teritoriale, dar Suedia a fost obligată să plătească despăgubiri de război în valoare de 1 milion de riksdaler de argint Danemarcei, sumă cunoscută sub numele de răscumpărarea Älvsborgului.[46]
Regele Christian s-a folosit de acești bani pentru a construi mai multe orașe și cetăți, dintre care se remarcă Glückstadt (fondată cu scopul de a rivaliza cu Hamburgul), Christiania (după incendiul care a distrus orașul Oslo), Christianshavn, Christianstad și Christiansand.[47] Christian a construit și mai multe clădiri renumite, între care se numără Børsen, Rundetårn, Nyboder, Rosenborg,[48] o mină de argint și o fabrică de prelucrarea aramei. Inspirat de Compania Olandeză a Indiilor Orientale, a înființat o organizație similară daneză cu ajutorul căreia dorea să revendice Ceylonul drept colonie daneză,[49] dar compania sa a reușit să obțină doar Tranquebarul de pe Coasta Coromandel a Indiei.[50] Marile aspirații coloniale daneze s-au limitat la câteva puncte de schimb în Africa și India. Imperiul era susținut de schimburile comerciale cu alte puteri și plantații, lipsa resurselor ducând la stagnarea acestora.[51]
În Războiul de Treizeci de Ani, Christian a încercat să devină liderul statelor germane lutherane, dar a suferit o înfrângere zdrobitoare în bătălia de la Lutter.[52] Urmarea a fost invadarea, ocuparea și prădarea Iutlandei de o armată catolică în frunte cu Albrecht von Wallenstein,[53] care a obligat Danemarca să iasă din război. Danemarca a reușit să evite concesiuni teritoriale, dar intervenția lui Gustavus Adolphus în Germania a fost văzută ca semn că puterea militară a Suediei este în creștere, în vreme ce a Danemarcei este în declin. Armatele suedeze au invadat Iutlanda în 1643 și au cucerit Skania în 1644. Conform istoricului Geoffrey Parker, „ocupația suedeză a generat scăderea producției agricole și penuria de capital; eșecurile recoltelor și ciuma au distrus țara între 1647 și 1651; populația Danemarcei a scăzut cu 20 de procente.